# 1971
| 1971                                                                     |
| ------------------------------------------------------------------------ |
| Dødsfald - Fødsler                                                       |
| • Begivenheder • Film • Litteratur • Musik • Politik • Sport • Videnskab |

| Gregoriansk kalender | 1971 MCMLXXI            |
| Ab urbe condita      | 2724                    |
| Armensk kalender     | 1420 ԹՎ ՌՆԻ             |
| Kinesiske kalender   | 4667 – 4668 庚戌 – 辛亥 |
| Etiopisk kalender    | 1963 – 1964             |
| Jødisk kalender      | 5731 – 5732             |
| Hindukalendere       |                         |
| - Vikram Samvat      | 2026 – 2027             |
| - Shaka Samvat       | 1893 – 1894             |
| - Kali Yuga          | 5072 – 5073             |
| Iransk kalender      | 1349 – 1350             |
| Islamisk kalender    | 1391 – 1392             |

Konge i Danmark: Frederik 9. 1947-1972
Se også 1971 (tal)

## Begivenheder
- Don't Make A Wave Committee skifter navn til Greenpeace.
- Intel introducerer mikroprocessoren. 4004 chippen.
- Den 26. tilføjelse til den amerikanske forfatning sænker stemmeretten til 18 år.
- Ray Tomlinson sender det første e-mail mellem to computere.

### Januar
- 2. januar – 66 omkommer ved en sammenstyrtning under en fodboldkamp mellem Rangers F.C. og Celtic FC i Glasgow, Skotland
- 4. januar - Bodil Dybdal, højesteretsdommer udnævnes til storkorsridder af Dannebrog som første kvinde
- 5. januar - de københavnske hospitaler har en overbelægning på 48%
- 7. januar - I Sydøstasien stilner partisankrigen lidt af i Sydvietnam, men skærpes i Cambodia
- 7. januar - premiere på Jeppe paa Bierget på Det ny Teater, instrueret af Kaspar Rostrup og Buster Larsen i titelrollen. Sidste trækker sig fra rollen i starten af maj, grundet overanstrengelse
- 8. januar - det italienske postvæsen konfiskerer alt dansk post indeholdende porno
- 9. januar - en udvisning fra Storbritannien af den tyske student Rudi Dutschke, udløser store demonstrationer i Cambridge
- 10. januar - grundet varme i de øvre luftlag over Danmark, ligger der en dyne af forurenet luft over landet
- 11. januar – Sverige går over til et-kammersystem
- 12. januar - Helga Pedersen, højesteretsdommer vælges til medlem af Europarådets menneskeretsdomstol
- 12. januar - en ung dansker idømmes den til dato hårdeste dom for trafikdrab i påvirket tilstand. Dommen lyder på 2 år
- 15. januar – Idi Amin vælter Milton Obote i et kup og overtager magten i Uganda
- 15. januar – officiel åbning af Aswan dæmningen ved Nilen af den ægyptiske præsident Sadat og den sovjetiske præsident Podgorny. Rusland havde taget sig af både finansiering og opførelse af dæmningen
- 17. januar – den amerikanske sanger Bing Crosby erklærer Danmark handelskrig i protest mod dansk laksefangst ved Grønland. Laksefangsten hindrer amerikanske lystfiskere i at få bid i USA’s floder, mener han
- 17. januar - Dirch Passer og Hanne Bjerre Petersen bliver gift i Søllerød kirke
- 17. januar - attentatplaner mod Tysklands forbundskansler Willy Brandt, under et besøg i Kenya, bliver forpurret
- 19. januar - sygehusrådet mener at alle små sygehuse skal nedlægges. Hvert amt skal have ét stort centralsygehus
- 22. januar - i Pnom Penhs lufthavnen i Cambodia bliver landets luftvåben næsten total ødelagt under partisanangreb
- 25. januar - mens Ugandas præsident Milton Obote er i udlandet, tager generalmajor Idi Amin magten ved et militærkup.
- 25. januar - den danske regering afslår kravet om at afskaffe dyrtidsreguleringen
- 25. januar - efter 18 år genoprettes telefonforbindelsen mellem Øst- og Vestberlin
- 30. januar - den danske finansminister er utilfreds med, at dansk tv underviser seerne i skattefiduser. I udsendelsen fremviser Mogens Glistrup et skattekort med en trækprocent på 0%
- 30. januar - i dansk TV's program om hvordan man kan tage toppen af skatten ses Erling Olsen sige: Lønmodtageren det er typisk - skal vi sige den fattige mand. Mens lånmodtageren er den rige mand, fordi for at kunne stifte gæld, så skal man have noget at sætte i pant. Og de folk der virkelig skylder noget væk, det er dem der har de store reelle værdier. Det er en misforståelse at tro at man er fattig, når man har gæld. Næh, men er rig. Og man bliver meget rigere
- 31. januar - Oslobåden Prinsesse Margrethe grundstøder på Kullen
- 31. januar - i USA starter Apollo 14 på sin månerejse fra Cape Kennedy

### Februar
- 2. februar - støttet af USA's luftvåben, invaderer sydvietnamesiske elitetropper Laos
- 2. februar - efter af have afsat præsident Milton Obote ved et militærkup erklærer Idi Amin sig som ny præsident i Uganda
- 3. februar - man regner med, at halvdelen af den københavnske ungdom ryger hash
- 4. februar – Rolls Royce går konkurs og overtages af den britiske regering
- 4. februar - fødselstallet i Danmark er de sidste 3 år 26.000 lavere end forventet. Skylden tillægges P-pillen
- 5. februar - USA's Apollo 14 med Alan Shepard og Edgar Mitchell om bord lander på månen
- 7. februar - efter 99 års mandlig modstand, får kvinderne i Schweiz endelig stemmeret
- 7. februar - 20 personer mister livet ved et jordskælv i Toscana, Italien
- 8. februar – Et nyt aktiemarked ved navn NASDAQ åbner i New York
- 9. februar - Apollo 14 lander i Stillehavet efter sin månelanding
- 10. februar - De københavnske stormagasiner Crome & Goldschmidt og Illum fusionerer
- 11. februar – USA, USSR og Storbritannien underskriver Seabed Treaty omfattende atomvåben.
- 13. februar – Med støtte fra amerikansk militær invaderer Sydvietnam nabostaten Laos.
- 15. februar – Storbritannien overgår til decimal møntfod
- 18. februar - I Paris strejker 700.000 studenter
- 22. februar - i Syrien tager general Hafez Assad magten ved et militærkup
- 22. februar - en rapport afslører, at B&W værftet er i store økonomiske problemer og mangler akut pengetilførsel
- 25. februar - Præsident Nixon anbefaler fredsforhandlinger i Vietnam-krigen
- 25. februar - Det Kongelige Teater afholder festforestilling i anledning af Clara Pontoppidans 70 års jubilæum
- 27-28. februar - den norske statsminister Per Borten må pludselig se sin regering truet, efter uheldige udtalelser omkring et EF-medlemskab

### Marts
- 5. marts - Premiere på Hair i Cirkusbygningen

- 7. marts - våbenhvilen mellem Israel og Egypten udløber, men Egypten ønsker ikke at genåbne krigen
- 9. marts - Ane Marie Johansen, Haderslev fylder 107 og er nordens ældste
- 11. marts - den danske VKR-regering vil rense skattelovene for lovlige skattefiduser
- 11. marts - SAS modtager sin første Jumbo-jet Huge Viking
- 12. marts - Kristeligt Folkeparti afleverer de krævede 22.000 underskrifter og dermed et opstillingsberettiget parti
- 15. marts - et mæglingsforslag mellem arbejdsmarkedets parter er accepteret; Det rummer specielle fordele til lavtlønnede, samt etapevis indførelse af 4 ugers ferie.
- 16. marts - af helbredsgrunde, trækker Poul Møller, finansminister sig
- 23. marts - danskerne bruger skovområder som losseplads og det vælter ind med klager fra hele landet
- 24. marts - en dansk piges flugt fra Vesttyskland danner baggrund for optrævling af af en større sag om hvid slavehandel
- 24. marts - USA's senat stemmer et forslag om støtte til overlydsflyet SST ned
- 25. marts – Den pakistanske hær indleder militæroperationer i Østpakistan for at knuse separatistbevægelsen, og indleder derved Bangladeshkrigen.
- 26. marts – Sheikh Mujibur Rahman erklærer Bangladesh uafhængigt af Pakistan.
- 27. marts - det militært overlegne Vestpakistan sønderbomber Østpakistan
- 28. marts – The Ed Sullivan Show vises for sidste gang på amerikansk tv.
- 29. marts - William Calley dømmes skyldig i mord på 23 civile vietnamesere i May Lai
- 29. marts - i et beskedent omfang, kan Dansk Undergrunds Konsortium nu udvinde olie i Nordsøen
- 30. marts - Charles Manson og tre medskyldige piger dømmes til døden for mord

### April
- 1. april - Vivi Bak, dansk tv-stjerne med karriere i Tyskland, besøger sin barndomsgade Åbenrå i København, eskorteret af 104 tyske pressefolk
- 4. april - 276 af landets borgmestre vil have lønforhøjelse
- 5. april - nord for Odense findes et købmandsægtepar myrdet. Morderen forsvinder med et stort pengebeløb
- 6. april - Aleksej Kosygin lover sovjetborgerne flere forbrugsgoder
- 8. april - under blodige massakrer i Østpakistan, bliver oprørslederen sheik Mujibur Rahman fanget
- 10. april - den amerikanske præsident Nixon afslår at fastsætte en dato for amerikansk rømning af Vietnam
- 12. april - i Egypten har Sovjetunionen øget våbenstøtten med flere hundrede krigsfly
- 15. april - i København åbner et nyt Seraton-hotel med 444 værelser
- 17. april - under urolighederne i Østpakistan som følge af landets uafhængighedserklæring, dannes en provisorisk eksilregering under ledelse af Sheik Mujibur Rahman
- 18. april - Syrien, Libyen og Egypten går sammen i en anti-israelsk union
- 21. april - den danske regering udsætter beslutningen om en ny storlufthavn på Saltholmen og beslutter at udvide Kastrup Lufthavn
- 23. april - tre russiske kosmonauter sendes i kredsløb om jorden
- 25. april - i Danmark ender en landsdækkende indsamling til jordens fattige som en stor fiasko
- 28. april - USA accepterer Kinas optagelse i FN
- 30. april - Efter 350 år lukker Københavns første apotek, Løveapoteket, på Strøget.

### Maj
- 1. maj - Amtrak Railroad begynder i USA
- 3. maj – Antikrigsdemonstrationer for Vietnam-krigen forsøger at afbryde regeringen i Washington D.C.; politi og militær anholder op til 7-12.000 personer, hovedparten løslades senere
- 3. maj - Walter Ulbreicht træder tilbage og Erich Honecker tager over
- 4. maj - i Danmark sikrer et politisk flertal en folkeafstemning om tilslutningen til Fællesmarkedet
- 5. maj - opførelsen af Roskilde Universitets Center vedtages
- 8. maj - i Aalborg bryder en sort panter ud af sit bur i Aalborg Zoo og sætter byen på den anden ende. Den aflives på en køkkentrappe i et hus i Valdemarsgade
- 10. maj - Grønttorv, København skifter navn til Israels Plads
- 11. maj – Den første danske olie hentes op fra Nordsøen, hvor Dansk Undergrunds Consortium fra den chartrede olieboreplatform "Britannia" tidligere på året havde fundet olie
- 12. maj - Danmark rammes af en én uges hedebølge
- 13. maj - i Bruxelles får man forhandlet sig frem til betingelserne for Storbritanniens deltagelse i Fællesmarkedet
- 15. maj - i Danmark kræver boligministeriet foranstaltninger mod forurening i alle nye byområder
- 17. maj - i Istanbul bliver den israelske generalkonsul bortført - den israelske regering nægter at imødekomme bortførernes krav - konsulen findes dræbt 5 dage senere
- 17. maj - skandalebyggeriet af Herlev Sygehus er nu oppe på byggeomkostninger for 2,6 milliarder, mod de budgetterede 200 millioner i 1962
- 20. maj - i Leningrad bliver 9 jøder idømt langvarigt strafarbejde for anti-sovjetisk virksomhed
- 25. maj - i Stockholm mødes nordens forureningseksperter for at diskutere den stigende luftforurening
- 26. maj - det danske finansudvalg bevilliger 44 millioner kroner til indkøb af 22 brugte canadiske militærfly
- 28. maj - USA meddeler, at de ønsker at øge våbenleverancerne til Grækenland
- 28. maj - Sovjetunionen opsender Mars 3 med kurs mod planeten Mars
- 30. maj - Mariner 9, første rumfartøj der går i kredsløb om en planet (Mars), opsendes

### Juni
- 2. juni - det danske folketing forkaster et lovforslag om et fast promillegrænse for billister
- 3. juni - den danske regering foreslår at forlænge A. P. Møllers ret til at bore efter olie med to år
- 4. juni - i Indiens flygtningeområder er der konstateret 10.000 tilfælde af kolera
- 5. juni - i KB-Hallen bliver årets sexmesse en dundrende økonomisk fiasko
- 6. juni - Sovjet sender 3 kosmonauter ud i rummet med Sojus 11. Målet er en sammenkobling med den ubemandede rumstation, Salut 1
- 10. juni - USA ophæver 21 års embargo mod Folkerepublikken Kina
- 11. juni - B&W Motorfabrik opkøbes af store danske firmaer
- 11. juni - KL afviser regeringens forslag om et kommunalt skatteloft
- 13. juni - François Mitterrand udnævnes til leder af socialistpartiet
- 13. juni - en australsk hormonbehandlet kvinde føder ni-linger. De dør dog alle i løbet at få dage
- 14. juni - i USA når hemmelige statsrapporter ud til pressen og bliver starten på Watergate
- 16. juni - på Malta vinder Dom Mintoffs arbejderparti valget på krav om løsrivelse fra England
- 22. juni - den danske udenrigsminister afviser S og SF's krav om at anerkende Nordvietnam
- 25. juni - den nyudnævnte premierminister på Malta, Dom Mintoff, udviser NATO's flådechef
- 26. juni - hærvejsmarchen starter i Viborg og har 5.200 deltagere
- 29. juni - Volvo, Renault og Peugeot meddeler at de forsker i at fremstille mindre forurenende bilmotorer
- 30. juni - den sovjetiske Sojus 11 vender tilbage til jorden efter 24 dage - en rumrejse de tre kosmonauter ikke overlevede

### Juli
- 9. juli - en hedebølge har ramt Danmark med temperaturer op til 29 grader, gør mange danskere syge
- 10. juli - i Marokko mislykkedes et kupforsøg mod kong Hassan II
- 10. juli - USA ophæver 21 års handelsblokade af Kina
- 10. juli - i New York konfiskerer politi og toldvæsen på 24 timer narkotika for 246 millioner kroner
- 11. juli - Kobberminerne i Chile nationaliseres
- 15. juli - I Göteborgs havn eksploderer lasten i skibet Poona, 36 tons kemikalier. To omkommer med det samme, én såres hårdt og dør et par dage senere
- 16. juli - der udbryder brand ombord på DFDS skibet England på vej til Harwich og må returnere til Esbjerg havn
- 18. juli - Abu Dhabi, Dubai, Sharjah, Umm al-Qaiwain, Ajman og Fujairah beslutter at danne de Forenede Arabiske Emirater
- 21. juli - nord for Basel afspores et eksprestog på vej til Skandinavien og 25 omkommer. 100 såres
- 26. juli - fra Cape Kennedy starter Apollo 15
- 30. juli - Apollo 15 lander på månen

### August
- 3. august - LO anmoder den danske statsminister om et møde angående den truende arbejdsløsheds-situation
- 3. august - i Sudan udrenser præsident Numeiry alle kommunistiske ministre af sin regering
- 4. august - USA opsender den første satellit i omløb om månen fra et bemandet luftfartøj
- 4. august - det danske forsvar får grønt lys til at indkøbe raketter for 110 millioner kroner
- 5. august - i Danmark finder man en katastrofal fejl på seks af de nyindkøbte Draken-fly
- 8. august - A. Gromyko rejser til New Delhi for at underskrive en en pagt mellem Sovjetunionen og Indien
- 9. august - i Belfast optrappes borgerkrigen mellem IRA og de britiske soldater

- 9. august – Indien underskriver en 20-årig freds- og samarbejdstraktat med Sovjetunionen
- 10. august - London Bridge bliver genåbnet i Lake Havasu City i Arizona, USA, efter at firmaet McCulloch Oil Corporation i Los Angeles havde købt broen i marts 1968 for 1 million £. Det er den største antikvitet, der nogensinde er solgt.
- 11. august - i Danmark bliver besiddelsen af ganske få gram hash bliver nu betragtet som kriminelt
- 12. august - Syrien afbryder diplomatiske forbindelser med Jordan og nægter dem overflyvningsret til Amman som følge af konflikt mellem regeringen og palæstinensiske guerillastyrker
- 14. august - Bahrain erklærer uafhængighed fra Storbritannien
- 15. august - Bahrain opnår selvstændighed
- 18. august - Bellevue Strandhotel lukker og 100 ansatte mister deres arbejde
- 18. august - Tuborg-direktør Viggo J. Rasmussen tvinges med pistol, giftsprøjte og bombetrusler af Frank Mouritzen til at udlevere 1,8 millioner kr. Røveren anholdes en måned senere.
- 25. august - i Reykjavik vil man forbyde hunde i byen
- 28. august - Heleanna, græsk passagerskib brænder i Adriaterhavet og 200 omkommer
- 28.-29. august – I Roskilde afholdes SOUND Festival med bl.a. Gasolin' og Burnin' Red Ivanhoe. Festivalen bliver en succes, og bliver siden til den årlige Roskilde Festival

### September
- 3. september - Stormagterne undertegner den foreløbige Berlin-aftale
- 4. september - i Cairo dømmes den forhenværende ministerpræsident Ali Sebri og otte andre til døden for forræderi
- 8. september - i Danmark er manglen på sygeplejesker så stor, at hver syvende hospitalsseng i København står tom
- 8. september - det fastslås at selv ved de største havdybder i Østersøen er forureningen af spildolie katastrofal
- 9. september - den britiske ambassadør Geoffrey Jackson løslades efter 8 måneders fangenskab hos guerillatropper i Uruguay
- 9. september - 39 vagter og indsatte dør i en ildkamp i Attica fængslet i New York, efter at 32 vagter er taget som gidsler
- 19. september - efter dommene d. 4. september, danner præsident Sadat en ny 24-mands regering i Egypten
- 19. september - FN's generalsekretær U Thant meddeler at organisationen er på fallittens rand, grundet manglende indbetalinger af kontingent af medlemmerne
- 21. september - Folketingsvalg i Danmark. Hilmar Baunsgaards regering mister samlet 10 mandater, og afløses kort efter af en regering ledet af Socialdemokratiets Jens Otto Krag
- 21. september - ved folkeafstemning er der flertal for at valgretsalderen nedsættes fra 21 til 20 år
- 26. september - Fristaden Christiania grundlægges i den nedlagte Bådsmandsstrædes Kaserne i København
- 28. september - kardinal Joszef Mindszenly får efter 15 års eksil på den amerikanske ambassade i Budapest, udrejsetilladelse. Mindszenly besøger paven i Rom
- 29. september - SAS bestiller to Jumbo-jet'er til en samlet værdi af 170 millioner kroner

### Oktober
- 1. oktober - Hollænderen Joseph Luns afløser italieneren Manilo Brosio som NATOs generalsekretær
- 1. oktober- Disneyworld, verdens største forlystelsespark, åbner i Florida
- 1. oktober - journalisterne ved Danmarks Radio påbegynder en strejke
- 11. oktober - VKR-regeringen afløses af en socialdemokratisk mindretalsregering med Jens Otto Krag som statsminister
- 12. oktober - et engelsk jagerfly styrter ned i en gård ved Mogenstrup på Hjerl Hede. En mor og hendes barn omkommer
- 17. oktober - under et besøg i Canada, bliver den sovjetiske ministerpræsident Aleksej Kosygin overfaldet. Ministerpræsidenten slipper uden skrammer
- 25. oktober – FN optager kommunist-Kina
- 27. oktober - Congo ændrer navn til Zaire
- 28. oktober - med stemmetallene 356 for, 244 imod og 30 undlod at tage stilling - vedtager det britiske underhus, at Storbritannien indtræder i EF
- 28. oktober - journalisterne på Danmarks Radio afslutter deres strejke

### November
- 5. november – eneste (mislykkede) forsøg på affyring af den europæiske løfteraket, Europa-2
- 7. november - en æra slutter i Århus, da byens sporvogne kører deres sidste tur
- 15. november - Intel introducerer verdens første kommercielle enkelt-chip mikroprocessor kaldet 4004
- 21. november - slaget om Garibpur: Supporteret af Mukti Bahinis guerilla hær, sejrer indiske tropper over Pakistan
- 24. november - under et kraftig tordenvejr over staten Washington, springer en flykaprer, der kalder sig selv D.B. Cooper, ud i faldskærm fra et Northwest Orient Airlines fly med $200.000 i løsepenge - hverken han eller pengene bliver nogensinde fundet
- 25. november - Danmark beslutter at optage diplomatiske forbindelser til Hanoi
- 27. november - rumskibet Mars 2 lander som det første objekt fra Jorden på planeten Mars

### December
- 3. december – Pakistan optrapper Bangladeshkrigen og indleder luftangreb på indiske flybaser, og indleder derved den tredje indisk-pakistanske krig.
- 16. december – Efter blot 13 dages krig mod Indien kapitulerer Pakistans hær i Østpakistan, og Pakistan anerkender Bangladeshs løsrivelse fra Pakistan.
- 22. december – Kurt Waldheim vælges til generalsekretær for FN efter U Thant.

## Født

### Januar
- 5. januar – Christina Bostofte, dansk badmintonspiller.
- 7. januar – Jeremy Renner, amerikansk skuespiller
- 11. januar – Mary J. Blige, amerikansk sanger.
- 22. januar – Jakob Dall, dansk fotograf.

### Februar
- 8. februar – Henning Schou, dansk sejler
- 15. februar – Peter Lundin, dansk-amerikansk morder
- 17. februar – Denise Richards, amerikansk skuespillerinde
- 20. februar – Camilla Bendix, dansk skuespillerinde

### Marts
- 4. marts – Anders Kjølholm, dansk bassist i heavy metalbandet Volbeat.
- 23. marts – Natasja Deriougina, russisk håndboldspiller.
- 28. marts – Jens Andersen, dansk skuespiller.
- 31. marts – Ewan McGregor, skotsk skuespiller

### April
- 7. april – Guillaume Depardieu, fransk skuespiller (død 2008).
- 12. april – Shannen Doherty, amerikansk skuespillerinde.
- 17. april – Selena Quintanilla, kendt mexicansk-amerikansk tejano-sanger.
- 18. april – David Tennant, skotsk skuespiller.
- 30. april – Louise Mieritz, dansk skuespillerinde.

### Maj
- 8. maj – Candice Night, amerikansk singer-songwriter fra Blackmore's Night.
- 17. maj – Farshad Kholghi, dansk-iransk skuespiller.
- 23. maj – Jesper Wung-Sung, dansk forfatter
- 30. maj – Idina Menzel, amerikansk skuespiller, sanger og komponist

### Juni
- 5. juni – Mark Wahlberg, amerikansk skuespiller
- 6. juni – Mia Lyhne, dansk autodidakt skuespillerinde.
- 9. juni - Gilles De Bilde, tidligere belgisk fodboldspiller.
- 16. juni – Tupac Shakur, amerikansk rapmusiker og skuespiller

### August
- 12. august – Pete Sampras, amerikansk tennisspiller.
- 20. august – David Walliams, britisk skuespiller
- 28. august – Janet Evans, olympisk svømmemester.

### September
- 8. september – David Arquette, amerikansk skuespiller og tidligere WCW wrestler.
- 8. september – Martin Freeman, engelsk skuespiller
- 13. september – Bobby Lee, amerikansk skuespiller.
- 16. september – Amy Poehler, amerikansk skuespiller og komiker
- 17. september – Stella McCartney, britisk modedesigner
- 18. september – Lance Armstrong, amerikansk cykelrytter
- 18. september – Jada Pinkett Smith, amerikansk skuespiller
- 21. september – Luke Wilson, amerikansk skuespiller

### Oktober
- 3. oktober – Kevin Richardson, amerikansk sanger og skuespiller
- 20. oktober – Snoop Dogg, amerikansk rapper
- 20. oktober – Dannii Minogue, Australsk popsanger og skuespillerinde.
- 25. oktober – Kristian Studsgaard, dansk skuespiller, danser, instruktør, koreograf.
- 29. oktober – Winona Ryder, amerikansk skuespiller.

### November
- 25. november – Christina Applegate, skuespillerinde.

### December
- 13. december – Maria Hirse, dansk journalist, forfatter og studievært.
- 24. december – Ricky Martin, puertorikansk popsanger.
- 25. december – Justin Trudeau, canadisk lærer og politiker
- 26. december – Jared Leto, amerikansk skuespiller og musiker.
- 28. december – Frank Sepe, amerikansk bodybuilder og nøgenmodel.
- 31. december – Søren Pape Poulsen, dansk politiker (død 2024).

## Dødsfald

### Januar
- 8. januar — Charles Denny, britisk cykelrytter (født 1886).
- 10. januar – Coco Chanel, fransk modedesigner (født 1883).
- 27. januar – Jacobo Arbenz, guatemalansk præsident (født 1913)
- 27. januar - Odd Wolstad, bassanger (født 1925)
- 31. januar - Jacob Raft, overlæge og chef for det danske hospital i Congo

### Februar
- 2. februar – Knud Vad Thomsen, dansk komponist (født 1905).
- 25. februar – Theodor Svedberg, svensk kemiker og nobelprismodtager (født 1884).
- 26. februar – Fernandel, fransk skuespiller og sanger (født 1903).

### Marts
- 8. marts – Harold Lloyd, amerikansk skuespiller (født 1893).
- 21. marts - Jørgen Claudi, programchef DR (født 1916)
- 24. marts – Arne Jacobsen, dansk arkitekt (født 1902).

### April
- 6. april – Igor Stravinsky, russiskfødt amerikansk komponist (født 1882).
- 7. april – Harald Engberg, dansk chefredaktør og journalist (født 1910).

### Maj
- 1. maj – Ejnar Mikkelsen, dansk forfatter og polarforsker (født 1880)
- 5. maj – Violet Jessop, irsk-argentinsk sygeplejerske og stewardesse (født 1887)
- 11. maj – Kai Aage Bruun, dansk komponist, musikforsker, anmelder og forfatter (født 1899)
- 12. maj – Tor Johnson, svensk-amerikansk wrestler og filmskuespiller (født 1903)

### Juni
- 14. juni – Carlos Garcia, filippinsk præsident (født 1896)
- 18. juni - Eivind Larsen, tidl. politidirektør (født 1898)
- 21. juni – Carl Luplau Janssen, dansk astronom (født 1889)

### Juli
- 1. juli – William Lawrence Bragg, britisk fysiker og nobelprismodtager (født 1890).
- 3. juli – Jim Morrison, amerikansk sanger (The Doors) (født 1943).
- 6. juli – Louis Armstrong, amerikansk jazzmusiker, trompetist og sanger (født 1901).
- 23. juli – Van Heflin, amerikansk skuespiller (født 1910).

### August
- 15. august – Paul Lukas, ungarsk skuespiller (født 1895)
- 17. august - Søren Holm, professor, dr. phil., (født 1901)

### September
- 7. september – Hugo Gyldmark, dansk komponist og kapelmester (født 1899)
- 9. september – Axel Monberg, dansk entreprenør og ingeniør (født 1893)
- 10. september - Kaj Johansen, dansk ambassadør i Østafrika (født 1902)
- 11. september - Nikita Krustjov, sovjetisk politiker og leder (født 1894)
- 13. september – Carl Einar Glahn, dansk arkitekt (født 1884)
- 14. september – Harald Lander, dansk balletmester og koreograf (født 1905)
- 20. september – Giorgos Seferis, græsk digter og nobelprismodtager (født 1900)
- 28. september – Henrik Bentzon, dansk skuespiller (født 1895)

### Oktober
- 6. oktober – H.C. Hagedorn, dansk læge og forskningsleder (født 1888).
- 10. oktober – Rasmus Hansen, dansk politiker og minister (født 1896).
- 12. oktober – Gene Vincent, amerikansk sanger og guitarist (født 1935).
- 25. oktober – Mikhail Jangel, russisk raketkonstruktør (født 1911).
- 29. oktober – Duane Allman, amerikansk guitarist (født 1946).

### November
- 9. november – Willy Reunert, tysk/dansk radiojournalist og redaktør (født 1905).
- 9. november – Maude Fealy, amerikansk teater- og filmskuespiller (født 1883).
- 11. november – Axel Kristensen, dansk politiker, minister og direktør (født 1895).
- 19. november – Kristian Nielsen, dansk sekretariatsleder (født 1924).
- 26. november - Joe Adonis, amerikansk gangster (født 1902).
- 28. november – Christian Grøn, dansk købmand og politiker (født 1894).

### December
- 9. december – Ralph Bunche, amerikansk borgerretsforkæmper og nobelprismodtager (født 1904).
- 20. december – Roy Oliver Disney, amerikansk direktør (født 1893).
- 29. december – Anders Uhrskov, dansk folkelivsskildrer og folkemindesamler (født 1881).

## Sport
- 17. januar – Super Bowl V Baltimore Colts (16) besejrer Dallas Cowboys (13)
- 1. marts - efter fem års parlamenteren tillader Dansk Boldspil-Union (DBU) danske fodboldspillere at modtage penge, i form af præmiechecks, for spille fodbold. Det er det første spæde skridt mod professionel fodbold i Danmark.
- 8. marts – Den ubesejrede verdensmester i sværvægt, Joe Frazier vinder "Århundredets kamp" mod den ligeledes ubesejrede Muhammad Ali i Madison Square Garden i New York
- 30. april - Milwaukee Bucks vinder NBA titlen for første gang
- 12. maj – Danmarks Boldspils Union tillader for første gang udlandsprofessionelle spillere at spille på Danmarks fodboldlandshold. Forventningerne til det nye danske delvist professionelle hold er store, men Portugals fodboldlandshold med Eusébio i spidsen vinder med 5-0 i landskampen i Oporto.
- 15. maj - Fodboldlandskampe; Danmark - Sverige, 1-3
- 5. september - det danske kvindelandshold vinder VM i fodbold i Mexico
- 10. oktober - Danmarks fodboldlandshold vinder i Idrætsparken 2-1 over Rumænien
- 7. november - trods et nederlag på 0-1 til Frem i sidste runde vinder bliver Vejle Boldklub Danske Mestre i fodbold
- Arsenal F.C. vinder The Double.
- Ryder Cup, golf – USA 18½-Storbritannien 13½

## Musik
- 3. april - Monaco vinder årets udgave af Eurovision Song Contest, som blev afholdt i Dublin, Irland, med sangen "Un banc, un arbre, une rue" af Séverine. Dette er Monacos første og eneste sejr i konkurrencen.

## Nobelprisen
- Fysik – Dennis Gabor
- Kemi – Gerhard Herzberg
- Medicin – Earl W Sutherland, Jr
- Litteratur – Pablo Neruda
- 20. oktober - den vesttyske forbundskansler Willy Brandt tildeles Nobels fredspris
- Fred – Willy Brandt
- Økonomi – Simon Kuznets

## Film
- A Clockwork Orange af Stanley Kubrick.
- French Connection af William Friedkin.
- Dirty Harry af Don Siegel.
- 12. januar All in the Family har premiere i tv.
- Far til fire i højt humør.

## Musik
- Forsanger for det amerikanske band The Doors, Jim Morrison, dør af en overdosis i Paris, Frankrig, efter deres sjette album L.A. Woman
- 9. september - John Lennon udsender sit album Imagine
- 12. oktober - Musicalen Jesus Christ Superstar har premiere på Broadway. Musicalen bliver modtaget med nogen forargelse på grund af sit kontroversielle indhold. Den er skrevet Tim Rice og Andrew Lloyd Webber. I alt kommer den til at blive opført 720 gange på Broadway.